# Adolfo Hedel
Adolfo Hedel (, 5 de maio de 1905 — , ) foi um político brasileiro. 
Foi o primeiro prefeito eleito da cidade de Agrolândia, no estado de Santa Catarina, e que administrou de 1963 a 1969, e também o primeiro prefeito reeleito do município, administrando-o de 1973 a 1977. Em 1963, ainda não havia a figura do vice-prefeito; em seu segundo mandato, seu vice prefeito foi Arthur Prochnow.
Casou-se com Olinda Schneider Hedel e tiveram três filhos: Iracy, Raulino e Isolde. Trabalhou como comerciante e estudou até a quarta série do ensino fundamental.